# Piliocolobus temminckii
Il colobo rosso di Temminck (Piliocolobus temminckii Kuhl, 1820) è un primate della famiglia dei Cercopitecidi diffuso in Gambia, nel sud del Senegal, in Guinea-Bissau e nelle aree direttamente adiacenti della Guinea.

## Descrizione
Il colobo rosso di Temminck presenta dimensioni solo leggermente inferiori rispetto a quelle del colobo ferruginoso (Piliocolobus badius), suo stretto parente. Dorso e lati esterni di braccia e cosce sono di colore grigio. Le parti restanti del lato esterno degli arti, i lati della testa, le mani e la parte superiore dei piedi sono di colore rosso-arancio. Petto, ventre e parti interne degli arti sono biancastre. La faccia è scura, con un anello rosa situato intorno agli occhi. Durante i giorni fertili, le callosità ischiatiche delle femmine diventano di un colore rosa acceso, rendendo così evidente la loro disponibilità ad accoppiarsi.

## Biologia
I colobi rossi di Temminck vivono in aree di foresta isolate nella savana, paludi di mangrovie, terreni coltivati ad alberi e foreste aride e a galleria, in genere sempre in prossimità dell'acqua dolce, spesso in compagnia dei cercopitechi gialloverdi (Chlorocebus sabaeus). Di solito vivono in gruppi costituiti da 12 a 28 individui. In casi eccezionali, tali gruppi possono comprendere fino a 60 animali. Nella maggior parte dei casi, vivono tra le chiome degli alberi, ad altezze superiori ai dieci metri. Si nutrono preferibilmente di foglie, germogli, frutta, fiori, gemme e semi. Con il progressivo disboscamento del loro habitat originario, in certi casi sono stati costretti ad andare in cerca di cibo anche sul terreno, dove raccolgono erbe, loro semi e altri vegetali. Le femmine, dopo una gestazione di circa 175 giorni, partoriscono un unico piccolo, che presenta già alla nascita un mantello dalla colorazione simile a quella degli adulti, sebbene abbia toni più chiari. Tra i predatori noti che danno loro la caccia vi sono cani randagi, iene maculate (Crocuta crocuta) e pitoni di Seba (Python sebae).

## Tassonomia
Il colobo rosso di Temminck venne descritto nel 1820 dallo zoologo tedesco Heinrich Kuhl come Colobus temminckii. In seguito è stato considerato come una sottospecie del colobo ferruginoso (Piliocolobus badius). Nel 2013, è stato elevato, sulla pubblicazione Handbook of the Mammals of the World, come specie a parte. Dal colobo ferruginoso, che presenta una colorazione simile - ma non regioni inferiori di colore chiaro -, il colobo rosso di Temminck si è probabilmente separato circa 300.000 anni fa. Attualmente gli areali delle due specie sono separati da una lacuna situata in Guinea.

## Conservazione
Sulla sua lista rossa delle specie minacciate, la IUCN classifica il colobo rosso di Temminck come specie «in pericolo» (Endangered). Esso è oggetto di una intensa caccia per alimentare il mercato del bushmeat. In Senegal, ne rimangono probabilmente soltanto 400-500 esemplari o meno nel delta del Saloum e probabilmente meno di 100 nel parco nazionale del Niokolo-Koba, a sud-est di esso. Nel parco nazionale della Basse-Casamance è scomparso. In Gambia ne rimangono ancora degli esemplari in vari parchi nazionali, come la riserva naturale di Abuko.